# سیارک ۲۱۱۵
سیارک ۲۱۱۵ (به انگلیسی: 2115 Irakli، نامگذاری:1976UD) دو هزار و صد و پانزدهمین سیارک کشف شده‌است که در ۲۴ اکتبر ۱۹۷۶ کشف شد.
قدر مطلق سیارک برابر ۱۱٫۰۰ است.